# Каус Медіус
Каус Медіус (Дельта Стрільця, δ Стрільця, δ Sgr) — подвійна зоря в південному зодіакальному сузір'ї Стрільця. Видима візуальна величина становить +2,70, що робить її легко видимою неозброєним оком. Вимірювання паралаксу дає відстань близько 348 світлових років (107 парсеків) від Сонця. 

## Властивості
Егглтон і Токовінін (2008) вважають δ Стрільця подвійною системою, що складається з гіганта спектрального класу K3 III  і супутника — білого карлика. Гігант є слабкою барієвою зорею, скоріш за все, кількість елементів s-процесу на її поверхні збільшена завдяки передачі маси від супутника. Його маса приблизно в 3,21 рази більша за масу Сонця, а вік становить приблизно 260 мільйонів років. 
δ Стрільця має три тьмяних візуальних супутники:
- 14-ї величини на відстані 26 кутових секунд,
- 15-ї величини на відстані 40 кутових секунд, і
- 13-ї величини на відстані 58 кутових секунд.

## Назви та позначення
δ Стрільця — це позначення зорі Байєром.
Українська назва «Каус Медіус» походить від традиційної лат. Kaus Media (варіанти — Kaus Meridionalis, Media), яка у свою чергу походить від араб. قوس (qaws, «лук») і лат. media («середина»), що позначає розташування зорі в сузір'ї. 

Перший бюлетень робочої групи із назв зір (Work Group Star Names, WGSN) Міжнародного астрономічного союзу зафіксував назву Kaus Media.
У каталозі календаря Аль Ахсасі аль Муаккет зоря була позначена Thani al Waridah, що означає «друга з Варіди».
У китайській астрономії зоря входить до астеризму, що має назву  箕 (Jī, «Віячка») і складається з δ Стрільця, γ2 Стрільця, ε Стрільця та η Стрільця. Сама китайська назва — 箕宿二Jī Sù èr — означає «Друга зоря віячки».